# Filomena
Filomena  è un nome proprio di persona italiano femminile.

## Varianti
- Ipocoristici: Mena[6]
- Maschili: Filomeno[4][5]

### Varianti in altre lingue
- Catalano: Filomena[7]
  - Maschili: Filomè[7]
- Francese: Philomène[2][3]
- Inglese: Philomena[2][3]
- Latino: Philomena
- Macedone: Филимена (Filimena)[2]
- Polacco: Filomena
- Portoghese: Filomena[2]
- Slovacco: Filoména
- Spagnolo: Filomena[2][3][7]
  - Maschili: Filomeno[7]
- Tardo greco: Φιλομενα (Philomena)
- Tedesco: Philomena[2]
- Ungherese: Filoména

## Origine e diffusione

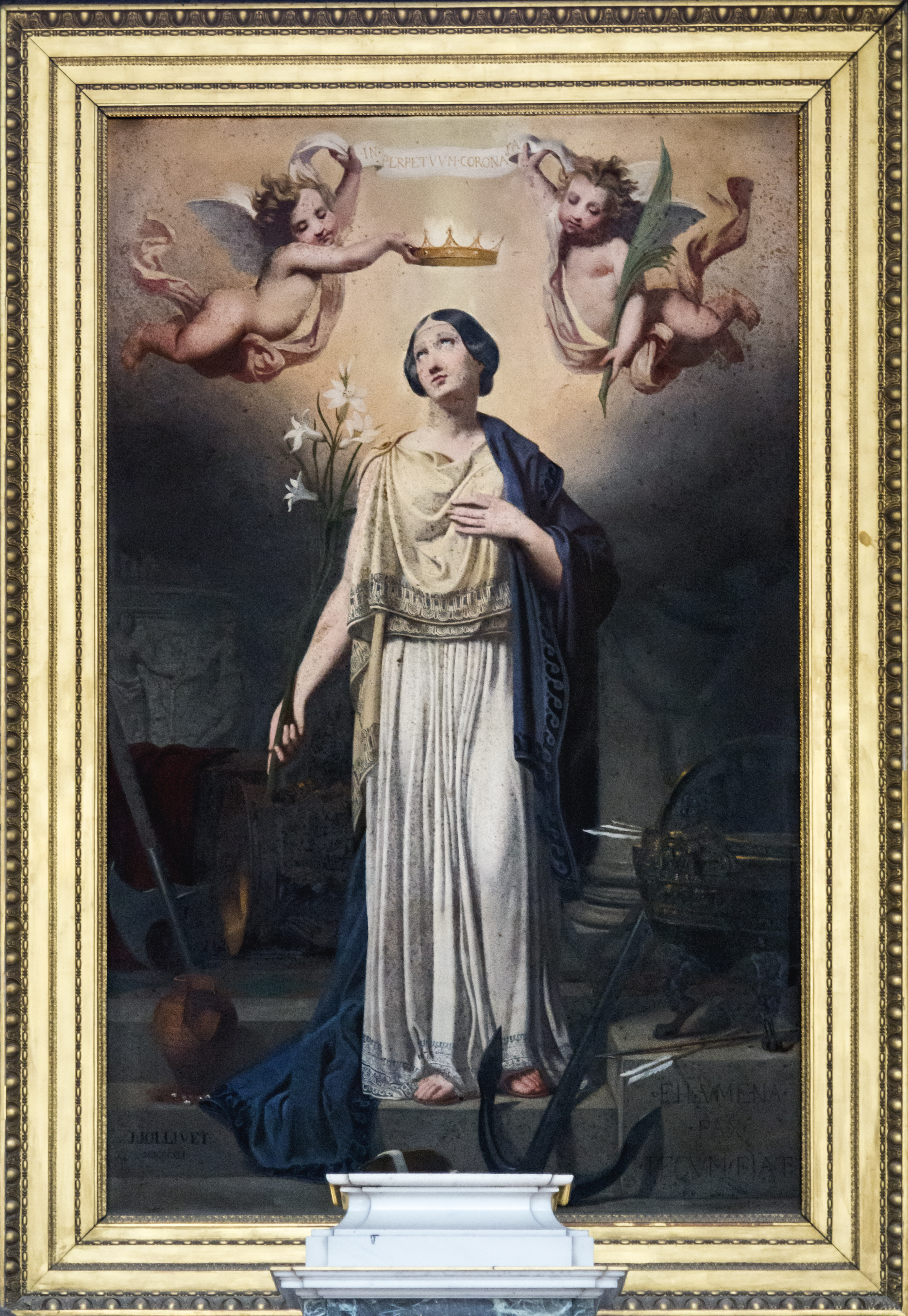
Santa Filomena di Roma in un dipinto di Jules Jolivet conservato nella cattedrale di Montauban

Si tratta di un nome dall'origine e dalla tradizione onomastica complesse: viene frequentemente accostato ad un nome di stampo classico, Filomela, portato nella mitologia greca da una figlia di re Pandione, mutata dagli dei in usignolo. In greco Φιλομήλη (Philomēlē) o Φιλομήλα (Philomēla) vuol dire proprio "usignolo"; tradizionalmente tale nome è considerato un composto di φίλος (phílos, "amico", "che ama") e μέλος (mélos, "canto"), quindi "colei che ama il canto", una combinazione che ben si addice al mito; è però probabile che il secondo elemento sia da identificare con μῆλον, mêlon ("mela", "frutto", o anche "pecora", "gregge") quindi "che ama le mele" o "che ha cura del gregge".
Tuttavia, per quanto certamente i nomi "Filomena" e "Filomela" possanno essersi confusi in epoca postclassica, è importante notare che in latino è attestato il nome Philomena, forma femminile di Philomenus: quest'ultimo risale al greco Φιλομένης (Philoménes), composto sempre da φίλος come primo elemento, ma affiancato a μένω (méno, "rimanere"), col significato complessivo di "che resta amico", "che è costante nell'amicizia", "fedele all'amore/all'amicizia" (ulteriori interpretazioni indicano invece come secondo elemento μένος, ménos, "forza vitale", "coraggio", quindi "amico della forza").
Durante il Medioevo il nome era già in uso, principalmente come derivato di Filomela; nel 1527 vennero rinvenute le reliquie di una santa Filomena a San Severino Marche, ma il culto rimase perlopiù circoscritto a quella zona. Una seconda santa con questo nome, detta Filomena di Roma, venne estratta dalle catacombe di Priscilla nel 1802 e il suo culto guadagnò subito grande popolarità, giovando considerevolmente all'utilizzo del nome; va però notato che, nel suo caso, quello che venne scambiato per il nome proprio della santa era forse invece una variazione dell'aggettivo φιλομηνη (philomene) o φιλουμηνα (philoumena), ossia "amata".
Il nome ha goduto di ampia diffusione in Italia nel XIX secolo grazie al culto di queste due sante; nei primi decenni del Novecento il suo uso è progressivamente calato, fino a che non ha ricevuto una nuova spinta nel 1951, grazie alla commedia di Eduardo De Filippo Filumena Marturano; le sue occorrenze sono accentrate per oltre un terzo nel Sud Italia continentale.

## Onomastico
L'onomastico può essere festeggiato in memoria di due diverse sante, entrambe però figure problematiche e a volte confuse fra loro:
- 5 luglio, santa Filomena, vergine, patrona di San Severino Marche[1][9][10]. Le sue spoglie vennero rinvenute sotto l'altare della basilica di San Lorenzo nel 1527, accompagnate da un'iscrizione redatta apparentemente dallo stesso san Severino, che recitava Corpus Sanctae Filomenae ex nobili prosapia Clafellorum, Septemp. tempore Gothorum translatum[1]; la figura rimane comunque oscura[2] e la sua storicità è stata messa in dubbio dai Bollandisti[1].
- 11 agosto, santa Filomena di Roma[9][10]. Si tratta in realtà di un corpo santo estratto dalle catacombe di Priscilla nel 1802, accompagnato da un'iscrizione riportante LUMENA / PAX TE / CUM FI, poi riletta come PAX TE / CUM FI / LUMENA; la sua agiografia, nella quale viene detta principessa, taumaturga e operatrice di miracoli, venne inventata dal canonico Francesco Di Lucia, e poi arricchita di dettagli dalle visioni di Maria-Luisa di Gesù, una religiosa napoletana[1][11]; questa santa venne rimossa dal calendario liturgico dalla Sacra Congregazione dei Riti nel 1961, ma il proseguimento del suo culto venne concesso[12].

Tolte queste due figure, vi sono comunque una beata e due santi uomini:
- 23 luglio, beata Filomena di San Francesco di Paola, religiosa minima a Barcellona, una dei martiri della guerra civile spagnola[9][10]
- 14 novembre, san Filomeno, martire ad Eraclea con i santi Clementino e Teòdoto[1][7][13]
- 29 novembre, san Filomeno, martire ad Ancira sotto Aureliano[1][9][13]

## Persone

Filomena Pennacchio

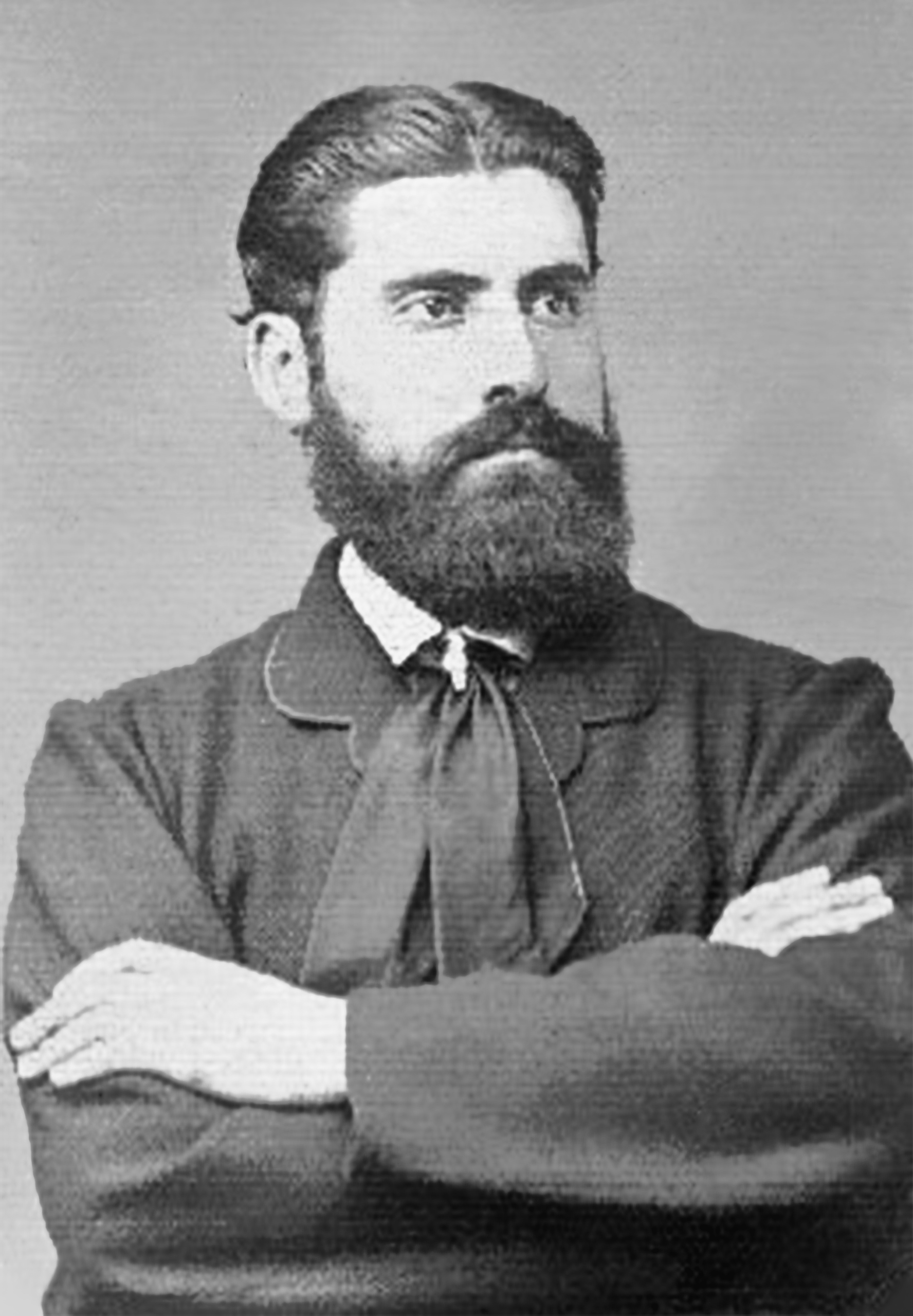
Filomeno Padula

- Filomena Cautela, attrice e conduttrice televisiva portoghese
- Filomena Delli Castelli, insegnante e politica italiana
- Filomena Micato, cestista mozambicana
- Filomena Moretti, chitarrista italiana
- Filomena Morlando, donna italiana vittima della camorra
- Filomena Pennacchio, brigante italiana

### Variante Philomena
- Philomena Lee, attivista irlandese

### Variante maschile Filomeno
- Filomeno do Nascimento Vieira Dias, arcivescovo cattolico angolano
- Filomeno Mata, giornalista, rivoluzionario e anarchico messicano
- Filomeno Padula, patriota e politico italiano

## Il nome nelle arti
- Filomena è una delle sette fanciulle del Decameron di Giovanni Boccaccio.
- Philomène è un personaggio del film del 2001 Il favoloso mondo di Amélie, diretto da Jean-Pierre Jeunet.
- Philomena Lee è un personaggio del film del 2013 Philomena, diretto da Stephen Frears.
- Filumena Marturano è una nota commedia teatrale in tre atti, scritta nel 1946 da Eduardo De Filippo e interpretata inizialmente dalla sorella dell'autore Titina De Filippo.
- La Filomena è il titolo di un'antologia poetica di Lope de Vega.
- Filomena Toscano (Mena) è un personaggio del romanzo di Giovanni Verga I Malavoglia.